# پریوزرسک
شهر پریوزرسک (به روسی: Приозерск) در کشور روسیه و در اوبلاست لنینگراد واقع شده‌است.

## نگارخانه

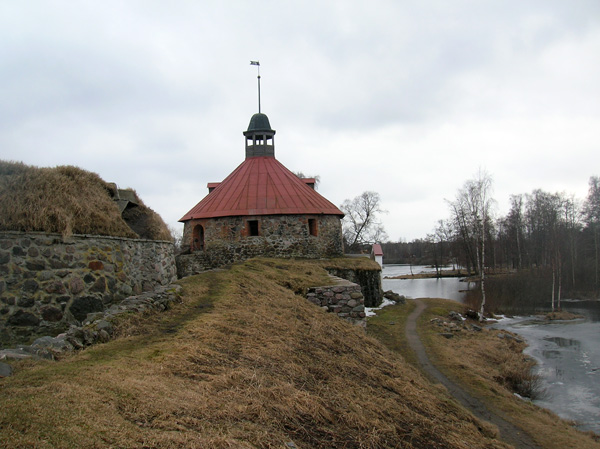
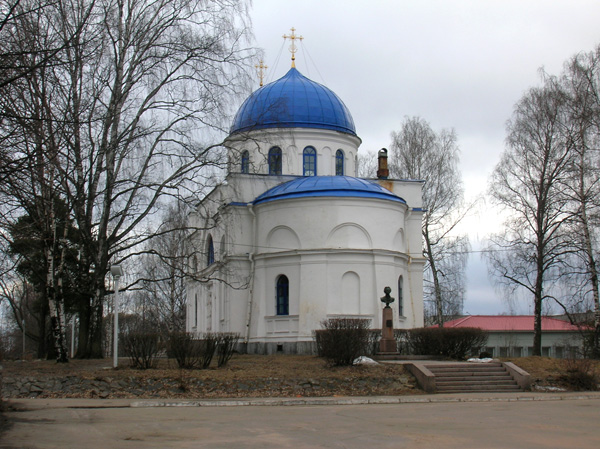
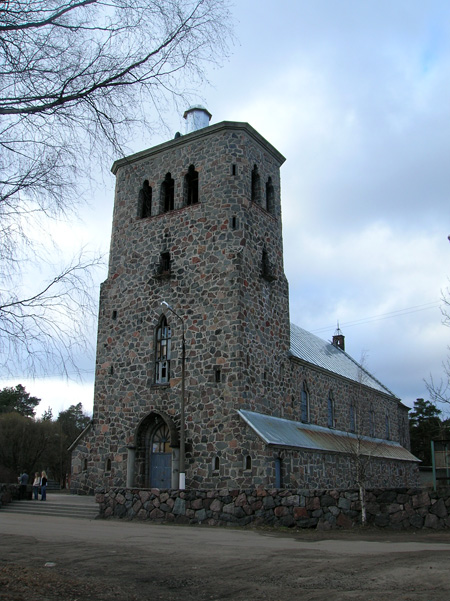
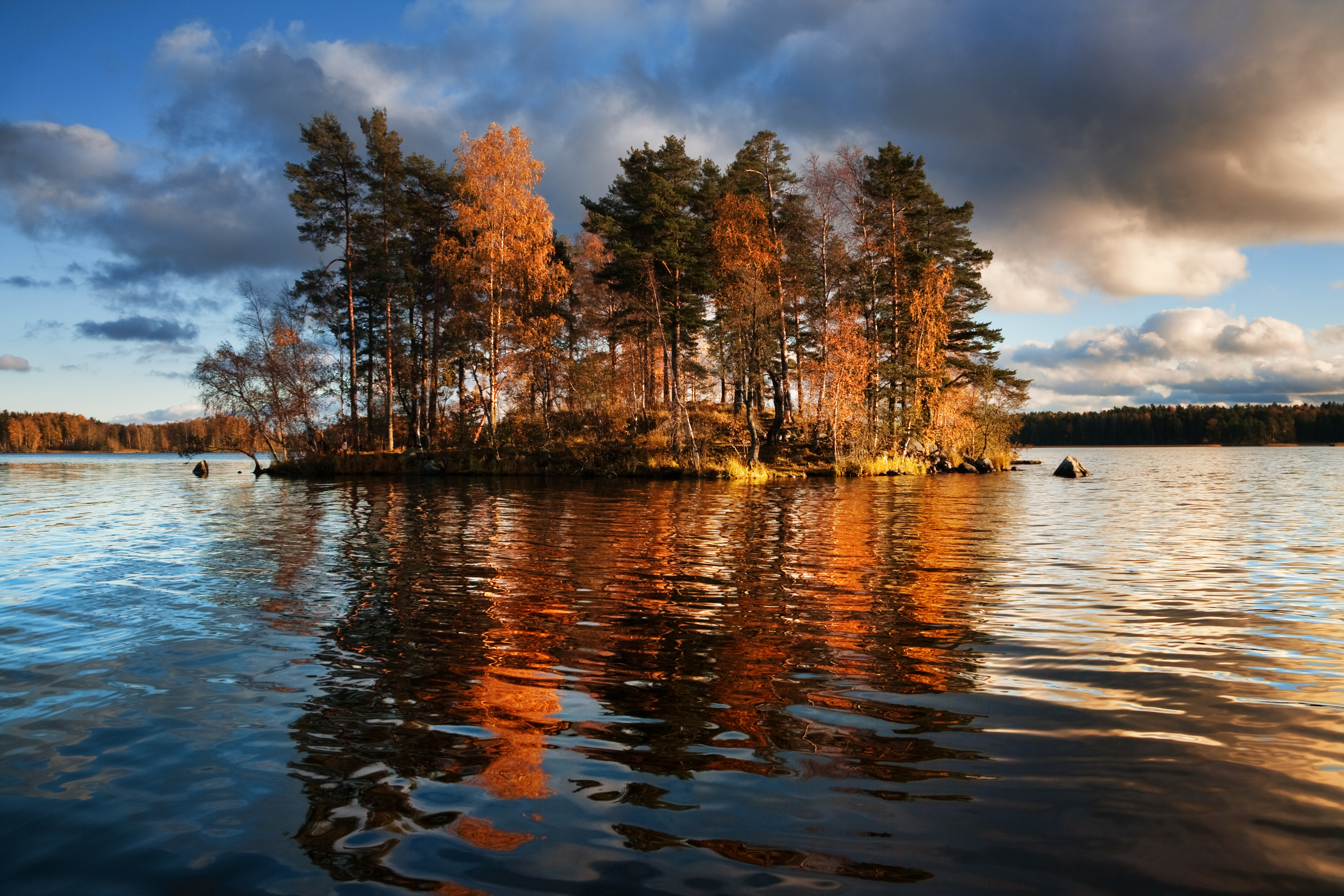
رودخانه ویوکسی در نزدیک پریوزرسک